# Ettore Pastorelli
Ettore Pastorelli (* Concesto, 24 de mayo de 1966). Fue un ciclista italiano, profesional entre 1988 y 1992, cuyo mayor éxito deportivo lo logró en la Vuelta a España donde conseguiría 1 victoria de etapa en la edición de 1988. 

## Palmarés
| 1988 - 1 etapa en la Vuelta a España |